# Intendencia de Guadalajara
La Intendencia de Guadalajara, anteriormente provincia de Nueva Galicia, fue una de las subdivisiones administrativas del virreinato de Nueva España entre 1786 y 1821. Su superficie corresponde a los actuales estados mexicanos de Aguascalientes, Jalisco, Nayarit, Colima y la parte sur del de Zacatecas. Se llamó así a partir de la división en Intendencia de Guadalajara e Intendencia de Zacatecas en el año de 1786 según la Real Ordenanza de 1786. Se conformó de 26 subjurisdicciones, verificándose con los años diversos reajustes en su división política interna. La Nueva España se dividió en las intendencias de México, Durango, Guanajuato, Guadalajara, Michoacán, Puebla, Oaxaca, San Luis Potosí, Sonora, Veracruz, Yucatán y Zacatecas (Real Ordenanza de Intendentes, 1776).

## Historia
El 4 de diciembre de 1786, el rey Carlos III expidió la ley que establecía el sistema administrativo de intendencia en Nueva España, titulada “Real Ordenanza para el Establecimiento e Instrucción de Intendentes de Ejército y Provincia en el Reino de Nueva España”. Con base en este ordenamiento legal, el antiguo Reino o Provincia de Nueva Galicia quedó mutilado y a partir de entonces fue conocido bajo el nombre de Intendencia de Guadalajara, teniendo como capital a la ciudad de su título. Este nuevo sistema político-administrativo perduró hasta las primeras décadas del siglo XIX, sufriendo algunas modificaciones y reformas hasta la consumación de la Independencia (Historia de Guadalajara (México)).

### Situación del Reino a finales delsigloXVIII
Alrededor de 1713, la población de Guadalajara llegaba a unos siete mil habitantes, en tanto que para 1738 se estimaba en alrededor de 12 000 habitantes, 20 000 a mediados de siglo y casi 35 000 al comenzar el siglo XIX (Murià, 2004, 129). Guadalajara se transformó rápidamente en un centro de comercio privilegiado. Las alcaldías mayores y los corregimientos pasaron a denominarse "partidos", permaneciendo sujetos a su respectiva intendencia mediante subdelegados impuestos por el propio intendente (Murià, 2004, 131). Se pensaba acabar con el antiguo contubernio de comerciantes y alcaldes, así como imponer orden en el manejo oficial y, sobre todo, en evitar la evasión de impuestos. La Caja Real de Guadalajara engrosó beneficios, aumentando, por ejemplo, al doble sus ingresos entre 1770 y 1800 (Murià, 2004, 134).
Con un total de 26 partidos políticos, inició en su comando la Intendencia de Guadalajara, pero no tardaron en suscitarse algunos cambios importantes. Después de 1803, Juchipila y Aguascalientes se unieron a Zacatecas; Colima pasó a Guadalajara, y desapareció por completo el gobierno de las fronteras de San Luis de Colotlán, cuyo territorio se adhirió al partido de Bolaños, aunque el subdelegado fijó su residencia en Colotlán. Finalmente, Compostela y el departamento naval de San Blas se convirtieron también en partido de la Intendencia de Guadalajara (Murià, 2004, 131-134).

## Formación territorial de la Intendencia
La Audiencia de Guadalajara, que desde el siglo XVI ejercía jurisdicción sobre los reinos de Nueva Galicia y Nueva Vizcaya, y más tarde sobre Nuevo México y las Californias, a partir del siglo XVIII englobó también, dentro de su competencia, las antiguas posesiones novohispanas de los pueblos de Ávalos, Zapotlán, Amula, Autlán y Etzatlán, pero sin alcanzar a Colima. Así mismo, hacia la costa del Pacífico controló las provincias de Nayarit y Sinaloa. Por el norte sus límites continuaron siendo los de la colonización española (Ma. Muriá, 2004, pág. 129).
La estructura civil neogallega fue modificada al crearse las intendencias en 1786. En el Occidente de México, la nueva demarcación se asemejó al modelo implantado por los franciscanos en 1606; una configuración que se adecuaba mejor a las características del área. Así, el territorio denominado por los frailes Provincia de Nuestra Señora de los Zacatecas casi coincidía con la Intendencia del mismo nombre, otro tanto sucedió a la Provincia de Santiago de Xalisco respecto de la Intendencia de Guadalajara (Ma. Muriá, 2004, pág. 131).
De esta forma perdió Guadalajara su potestad sobre una vasta zona del Noroeste; pero en cambio ganó por el sur las posesiones antaño novohispanas -Etzatlán, Zapotlán, Sayula, Amula y Autlán con su puerto de la Navidad- que ya desde pocos años atrás dependían de su Audiencia (Ma. Muriá, 2004, pág. 131).
Las alcaldías mayores y los corregimientos pasaron a denominarse partidos, permaneciendo sujetos a su respectiva intendencia mediante subdelegados impuestos por el propio intendente. No de otro modo se pensaba acabar con el antiguo contubernio de comerciantes y alcaldes, así como poner orden en el manejo oficial y, sobre todo, en evitar la evasión de impuestos (Ma. Muriá, 2004, pág. 131).

## Intendentes-Presidentes
- - Antonio de Villaurrutia y Salcedo (1787-1791)
  - Jacobo Ugarte y Loyola (1791-1799)
  - José Fernando de Abascal y Souza (1800-1804)
  - Roque Abarca (1805-1811)
  - José de la Cruz (1811-1821)
  - Antonio Gutiérrez y Ulloa (1821)

## Reseña del gobierno de los intendentes
El Intendente Antonio de Villaurrutia fue el primer intendente de Guadalajara. Gobernó desde el año 1786 hasta 1791, en que se retiró a México. Bajo su gobierno se estimuló la industria local y la construcción de puentes y el mejoramiento de rutas comerciales en la región de los Altos.
El Intendente Jacobo Ugarte y Loyola fue el segundo intendente de Guadalajara. Gobernó desde 1791 hasta 1799, y bajo su gobierno se entablaron serios conflictos de autoridad entre el intendente de Guadalajara y el virrey de México, pues la polémica se basó en la primacía de autoridad entre ambos gobernantes españoles. También se combatió durante su gobierno el bandolerismo que azotaba el sureste de la intendencia, para lo cual fue determinante el apoyo prestado por el recién establecido Tribunal de Acordada. Falleció en posesión de su cargo y sus restos fueron depositados en el convento de San Francisco. Una calle del sector Libertad de Guadalajara lleva en su honor su nombre.

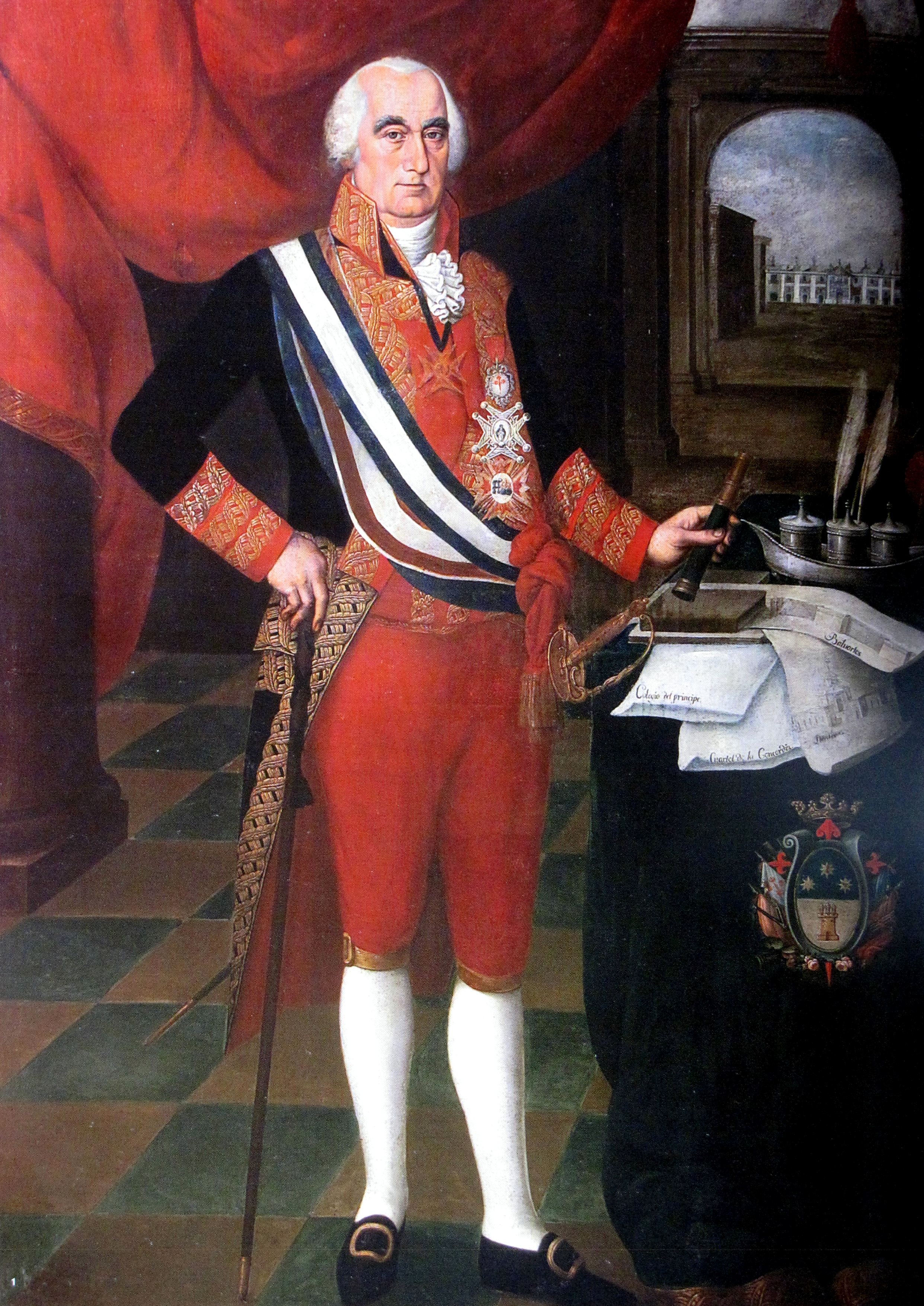
Abascal y Souza, tercer intendente de Guadalajara

El Intendente Abascal y Souza fue el tercer intendente. Bajo su gobierno se continuaron las obras de empedrado de la capital que iniciase su predecesor Loyola, y a su vez se simplificó la división administrativa de la Ciudad de 14 a 4 cuarteles. Se fomentaron las relaciones económicas y los lazos comerciales con Centroamérica, Panamá y Guayaquil, comercio que había comenzado a florecer a partir de la apertura de los puertos que decretaron las Reformas Borbónicas desde mediados del siglo XVIII. Escribió un estado económico de la intendencia que le reveló como buen administrador, y en 1805 pasó al Perú con el cargo de Virrey. Tiene una calle en su honor en el sector Libertad de Guadalajara.
Al Intendente Roque Abarca le tocó sobrellevar el inicio de la Guerra de Independencia de México, y al verse derrotado por las fuerzas del Amo Torres se refugió en el convento de San Juan de Dios. Cuando pasó la batalla de Puente de Calderón, José de la Cruz tomó Guadalajara y depuso al intendente Abarca por ineptitud. Su memoria quedó recogida en una calle del ya citado Sector Libertad de Guadalajara.
José de la Cruz, comandante militar e intendente de Guadalajara, combatió a los insurgentes de Mexcala, contra los que invirtió un gran capital humano y monetario, debiendo aceptar la capitulación honrosa de los defensores de la isla. Adiministró la intendencia en medio de los vaivenes políticos entre el absolutismo y el régimen constitucional. Finalmente, al proclamarse la independencia en Tlaquepaque, salió huyendo con rumbo a Durango para luego salir hacia España.
El Intendente Gutiérrez y Ulloa, último intendente de Guadalajara, apenas gobernó de forma interina, pues recibió el mando de José de la Cruz que iba ya de huida, y lo entregó a los insurgentes al poco tiempo. Escribió un informe económico de la intendencia en 1818.

## Cronología
1786. El 4 de diciembre de 1786, el Rey Carlos III estableció la intendencia de Guadalajara, que formaría parte de la Nueva España.
1787. El 20 de diciembre de 1787, el primer intendente de Guadalajara, Antonio de Villaurrutia, en una carta circular con fecha del 20 de diciembre de 1787 pidió información sobre los bienes de comunidad de cada pueblo de indios en la intendencia. Un mes después, el alcalde mayor de Santa María del Oro reportó que solo el pueblo cabecera tenía bienes comunales, pero tanto aquella como los seis pueblos sujetos poseían ganado y mulas de sus cofradías.
1802. La intendencia de Guadalajara produjo en 1802 cosa de 9200 arrobas de cobre y 4.000 de estaño. Las minas de hierro son más abundantes de lo que se cree comúnmente en las intendencias de Valladolid, Zacatecas y Guadalajara, y sobre todo en las provincias internas.
1803. Estado económico de la intendencia de Guadalajara a principios del siglo XIX: la «relación» de José Fernando de Abascal y Sousa de 1803.
1810. El 25 de septiembre de 1810, Guadalajara supo de la insurrección de Dolores, Guanajuato, iniciada por Miguel Hidalgo y Costilla, el día 16 del mismo mes y año. El canónigo José Simeón de Uría, diputado a las cortes españolas por la intendencia de Guadalajara, ya en camino a Veracruz para embarcarse hacia España, se enteró en Querétaro de lo que pasaba y de inmediato mandó avisar a Guadalajara para que se tomaran las medidas pertinentes. Durante la guerra de Independencia, Miguel Hidalgo y Costilla declaró oficialmente la abolición de la esclavitud en Guadalajara y publicó también en este sitio el periódico El Despertador Americano, importante documento donde se exponían las ideas de la lucha armada.
1811. Hidalgo salió de Guadalajara para enfrentarse a Calleja. Llevaba consigo 80 000 soldados. Dejó como gobernador de la intendencia de Guadalajara a José Ma. Castañeda y Medina. El Seminario de San José, convertido en prisión de los españoles, se desalojó cuando se evacuó de la plaza a los insurgentes.
1821. El 13 de junio de 1821, el General Pedro Celestino Negrete firmó, en compañía de otros importantes personajes, la adhesión al Plan de Iguala para la Consumación de la Independencia de México, como representantes de las autoridades y el pueblo de la Intendencia de Guadalajara.